# 新田大根町
新田大根町（にったおおねちょう）は、群馬県太田市にある地名（町丁）。郵便番号は370-0347。

## 概要
綿打地区にある町丁。

## 地理

### 近隣町丁
- 新田大町
- 新田溜池町
- 新田上中町
- 新田上田中町
- 新田上江田町
- 新田金井町
- 新田嘉祢町

## 世帯数と人口
2022年（令和4年）3月31日現在の世帯数と人口は以下の通りである。
| 町丁       | 世帯数  | 人口   |
| ---------- | ------- | ------ |
| 新田大根町 | 621世帯 | 1509人 |

## 小・中学校の学区
市立小・中学校に通う場合、学区は以下の通りとなる。
| 番地         | 小学校             | 中学校             |
| ------------ | ------------------ | ------------------ |
| 大根（全域） | 太田市立綿打小学校 | 太田市立綿打中学校 |

## 交通

### 鉄道
町内に鉄道は通っていない。

### 道路
- 群馬県道2号前橋館林線
- 群馬県道315号大原境三ツ木線

## 施設
- 群馬県立新田暁高等学校
- 綿打行政センター